# Michel Hazanavicius
Michel Hazanavicius, född 29 mars 1967 i Paris, är en fransk filmregissör och manusförfattare.
Hazanavicius långfilmsdebuterade 1999 med Mes amis. Hans stora genombrott kom dock 2011 med den moderna stumfilmen The Artist som vunnit en mängd prestigefulla priser världen över. Bland annat Oscarsnominerades filmen 2012 i tio kategorier varav den vann fem; för Bästa film, Bästa regi, Bästa manliga huvudroll, Bästa kostym och Bästa filmmusik.
Hazanavicius farföräldrar kom till Frankrike från Litauen på 1920-talet. Han är gift med skådespelaren Bérénice Bejo som har en av de bärande rollerna i The Artist. Tillsammans har de två barn.

## Filmografi i urval
- 2004 – Bröderna Dalton (manus)
- 2006 – Agent 117 - Uppdrag i Kairo (manus och regi)
- 2009 – Agent 117 - Uppdrag i Rio (manus och regi)
- 2011 – The Artist (manus och regi)
- 2012 – De otrogna (regi, episoden "La bonne conscience")
- 2014 – The Search (manus och regi)
- 2017 – Redoubtable (manus och regi)